# Mami Ueno
Mami Ueno (上野 真実 Ueno Mami?), född 27 september 1996, är en japansk fotbollsspelare som spelar för Ehime FC.
Mami Ueno spelade 3 landskamper för det japanska landslaget.